# 潛廬
潛廬位於四川省南充市蓬安縣，文物遺址年代判定為1928年。2012年7月16日公佈為第八批四川省文物保護單位。
潛廬（陳抱一舊居）位於四川省南充市蓬安縣錦屏鎮西街，坐東北朝西南，建築面積為650平方米。系同盟會員陳抱一所建，1902年留學日本明治大學，並加入同盟會，辛亥後，受孫汶委派為軍事特派員回到四川，1926年，朱德到德國留學時，在經濟上給予了支持。1928年陳抱一回歸蓬安，仿日本建築式樣建花園洋樓一座，取名“潛廬”，有學陶淵明不為五斗米折腰、歸隱田園之意。建築整體為單進四合院佈局，系磚木構庭院式群體建築，由門廳、主樓、左右耳房、涼亭及花園等設施構成，門廳為中式木構建築，面闊25米，進深6.2米，建築面積155平方米，穿鬥式粱架，單簷懸山頂。院內主體建築主樓名“潛廬”，磚木構，具有明顯的日式建築特色，面闊三間16米，進深11米，通高12.5米，原為三層，現為二層，單簷懸山頂，二樓建露臺呈半圓形突出於正立面。建國後涼亭、花園被相繼拆除，主樓、耳房和門廳保存完好。2010年，南充市人民政府公佈為市級文物保護單位。